# Acer horizontale
Acer horizontale é uma espécie de árvore do gênero Acer, pertencente à família Aceraceae.